# Themroc
Themroc ist ein unter der Regie von Claude Faraldo entstandener französischer Spielfilm aus dem Jahre 1973.

## Handlung
Jeden Tag der gleiche Trott: Schlecht gelaunt aufstehen, mit dem Fahrrad zur Métro, umgeben von Menschenmassen mit der Métro zur Arbeit und dort ein öder Job. Nachdem er von seinem Chef zusammengestaucht worden ist, reißt dem Anstreicher Themroc der Geduldsfaden. Er mauert die Tür seiner Pariser Wohnung zu, zerlegt mit dem Vorschlaghammer die Außenwand, zerrt sich die Klamotten vom Leib, wirft das Mobiliar auf die Straße und beginnt seine nächste Lebensphase als kannibalistischer Höhlenmensch, für den auch Inzest mit der eigenen Schwester kein Tabu mehr ist.
Es dauert nicht lange, bis sein Beispiel auf immer zahlreicher werdende Bewohner der umliegenden Wohnblocks abfärbt. In kürzester Zeit gähnen überall Löcher in den Wänden, und es wird ein triebhafter Anarchismus gelebt. Irgendwann rückt wegen dieser Verhältnisse die Polizei an. Doch selbst Staatsgewalt und Tränengas können dem Treiben keinen Einhalt gebieten. Zwei Polizisten landen auf dem Bratspieß und werden anschließend verspeist. Schließlich stöhnt und grunzt es überall in Paris.
Im ganzen Film ist kein deutlich gesprochenes Wort zu hören, stattdessen ausschließlich Laute, die entfernt an die französische Sprache erinnern.

## Rezeption und Kritiken
Die anarchistische und satirische Grundhaltung des Films – Themroc lehnt sich gegen die Ordnung auf, verwandelt seine Wohnung in eine Höhle und brutzelt am Ende sogar einen Polizisten am Spieß – wurde als Seitenhieb auf bürgerliche Rituale und als Provokation gegenüber Autoritäten verstanden. Diese Rezeption spiegelt die damals weit verbreitete Sehnsucht nach Freiheit und die Lust am Tabubruch wider, wie sie auch in anderen zeitgenössischen Filmen und Publikumskritiken thematisiert. Veranstalter wie die Brotfabrik Berlin betonen, dass der Film als „anarchistischer Klassiker“ ein Publikum fand, das offen für gesellschaftliche Kritik und Ausbruch aus dem Alltag war.

Die Filmkritik kommentierte die anarchistische Grundtendenz des Films:

„Eine in Details mit satirischem Biß beobachtende, als Ganzes aber eher unverbindlich-verspielte Komödie, die ihre anarchistische Vision allzuweit und allzu einfältig in die Gefilde des Fantastischen entrückt und um jeden Preis schockieren will.“

„Michel Piccolli grummelt, schreit, röhrt, grunzt, knurrt und grölt sich bewundernswert durch den sprachlosen Film und zerstört radikal sein Salonlöwen-Image.“